# Jooris van der Straeten
Jooris van der Straeten (fl. 1552-1577), connu en Espagne sous le nom de Jorge de la Rúa, est un peintre flamand de portraits et de peinture de genre. Originaire de Gand, il voyage à l'étranger et devient peintre à la cour de Portugal, d'Espagne et de France,.

## Biographie
Jooris van der Straeten est originaire de la ville de Gand (un de ses alias est d'ailleurs Jooris van Gent). Il serait un élève de Frans Floris à Anvers. Il est également possible qu'il ait été l'élève d'Antonis Mor et qu'il ait voyagé avec lui en péninsule ibérique. Il accompagne très probablement le futur roi d'Espagne Philippe II en Angleterre pour assister à son mariage avec la reine Marie Ire en 1554, comme l'atteste le portrait qu'il réalise du roi décoré de l'ordre de la Jarretière. Après l'Angleterre, il exerce au Portugal, où Catherine d'Autriche lui commande en 1556 un portrait de son petit-fils, le futur roi Sébastien Ier, alors âgé de deux ans.  
En 1559, on le retrouve en Espagne, où il est commissionné pour peindre une Résurrection de Lazare pour l'église Saint-Jacques (es) de Cáceres. Il figure dans les registres de 1560 à 1568 sous le nom de Jorge de la Rúa en tant que peintre d'Élisabeth de Valois, épouse de Philippe II. Il est son peintre de portrait attitré, ainsi qu'Alonso Sánchez Coello, avec qui il a déjà collaboré au Portugal. Pour elle, il peint aussi des œuvres de dévotion, et notamment un tableau représentant La Vierge immaculée avec cinq personnages, qui est suspendu au-dessus de son lit.
Il travaille toujours pour la cour d'Espagne en janvier 1571 : il est alors occupé à réaliser un portrait des infantes Isabelle-Claire-Eugénie et Catherine-Michelle, commandé par la duchesse d'Albe. Il en réalise deux copies : l'une est envoyée à la grand-mère des infantes, Catherine de Médicis, l'autre à la duchesse d'Albe. Cette dernière refuse le tableau sous prétexte de son prix trop élevé. Il est possible qu'il s'agisse du tableau conservé dans la Royal Collection, où les deux sœurs sont représentées avec un chien et un perroquet, bien qu'il soit actuellement attribué à Alonso Sánchez Coello et son atelier.
Jooris van der Straeten s'établit ensuite en France, où il travaille à la cour d'Élisabeth d'Autriche, épouse de Charles IX. Il réalise un portrait de la reine en 1573 : conservé au monastère des Déchaussées royales de Madrid, il s'agit de la seule œuvre datée et signée par l'artiste. En France, Jooris van der Straeten travaille également pour Catherine de Médicis.
Dans son testament daté d'avril 1577, rédigé alors qu'il est alité à Saint-Germain-des-Prés, il se dit peintre et valet de chambre de la reine Louise de Lorraine, mais aussi créancier de la reine et de Nicholas Hilliard, peintre de la reine d'Angleterre. Il ne s'est probablement jamais marié, ni pris la nationalité française.

## Œuvre
Principalement connu pour ses portraits de têtes couronnées pour les Habsbourg et les Valois, Jooris van der Straeten a également réalisé des scènes de dévotion chrétienne pour ses commanditaires royaux.
Alors qu'il était en Espagne et au Portugal, d'autres artistes exerçaient simultanément comme peintres de cour : les Flamands Anthonis Mor et Roland de Mois, les Espagnols Alonso Sánchez Coello et Juan Pantoja de la Cruz, ou encore l'Italienne Sofonisba Anguissola. Leurs travaux présentent de nombreuses similarités, ce qui rend leur attribution très difficile lorsqu'ils ne sont pas signés. Par exemple, le Portrait de Don Juan d'Autriche, conservé à la Pollok House et désormais attribué à van der Straeten, était autrefois attribué à Alonso Sánchez Coello, tout comme le Portrait du Prince Don Carlos en armure conservé au monastère des Déchaussées royales l'était au peintre portugais Cristóvão de Morais.

## Galerie

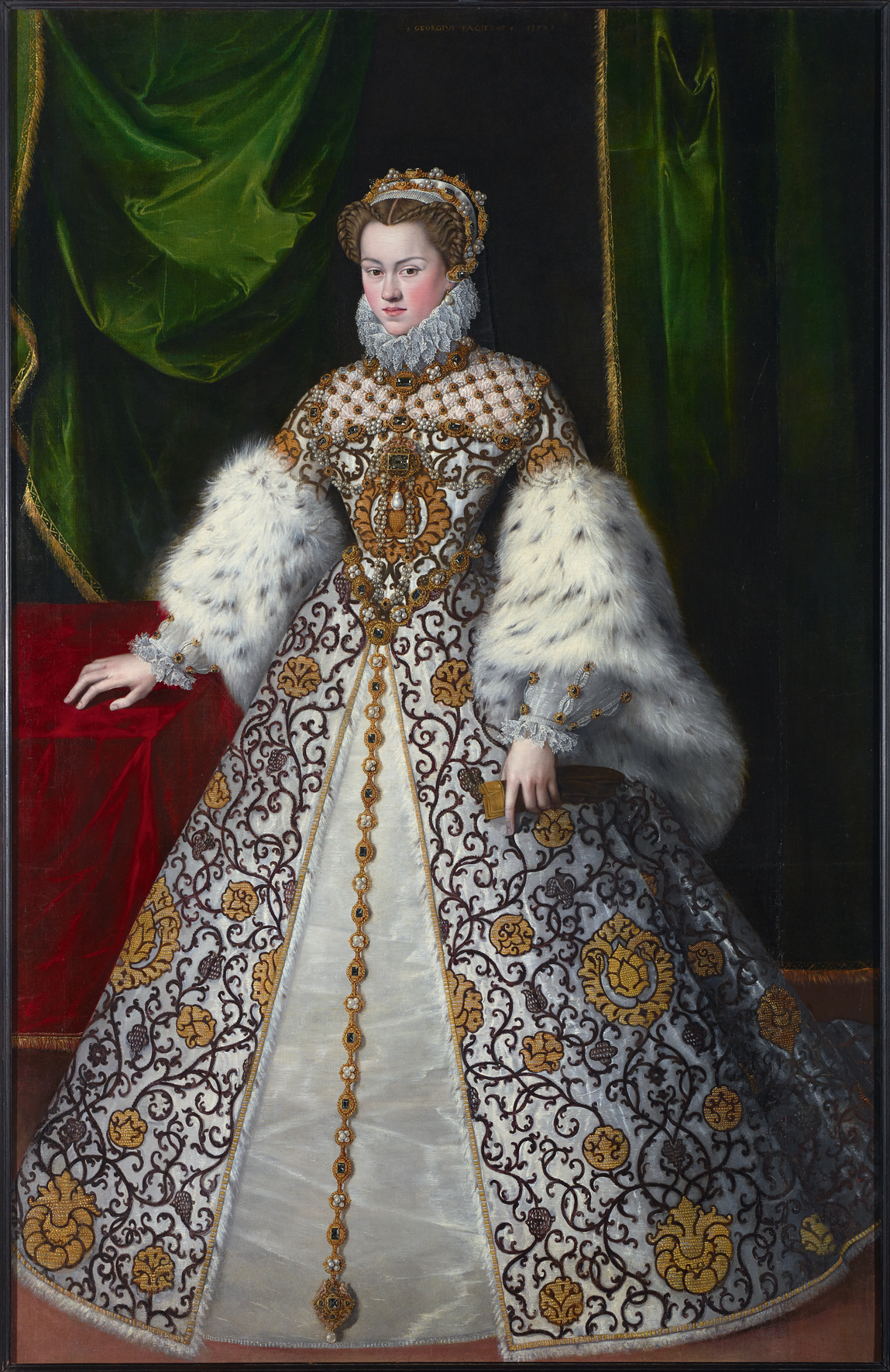
Portrait d'Élisabeth d'Autriche, reine de France
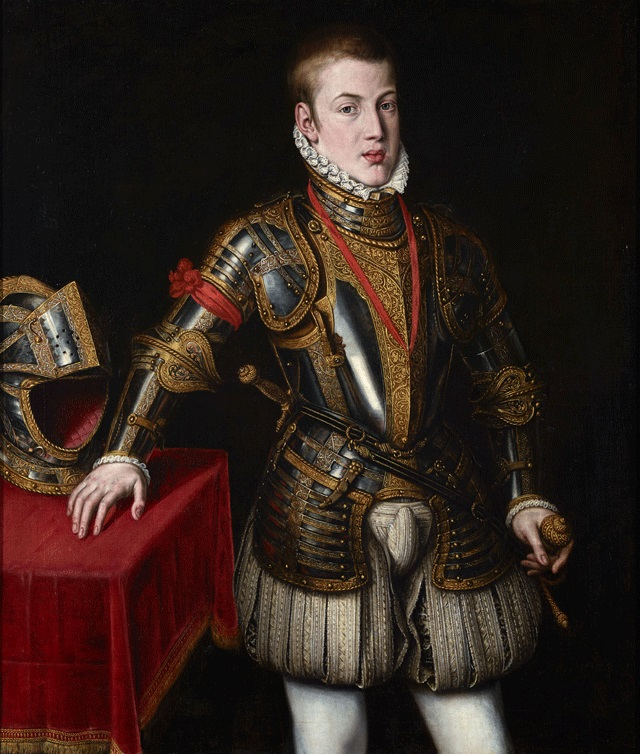
Portrait du Prince Don Carlos en armure
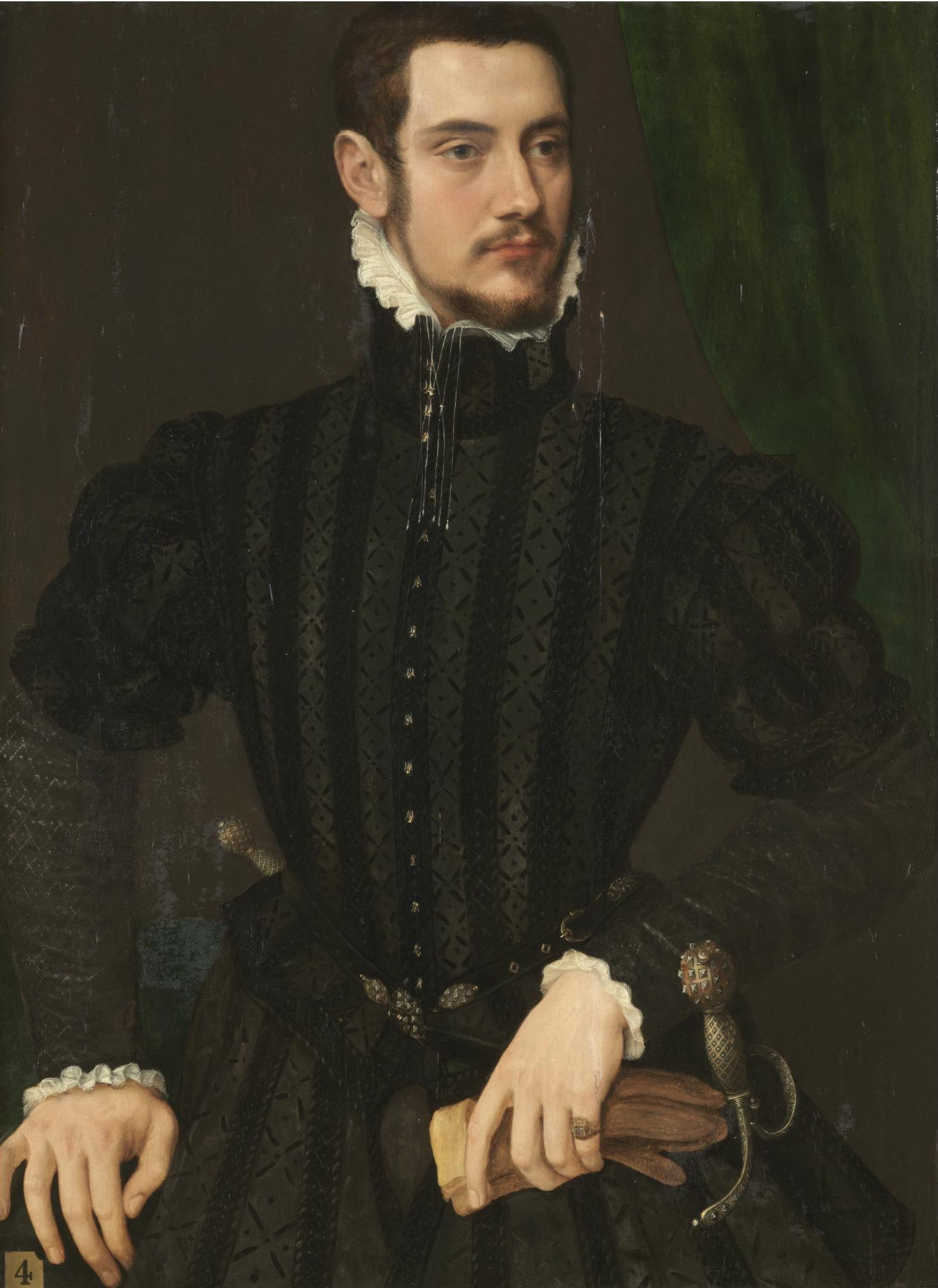
Portrait de Perari Di Cremona
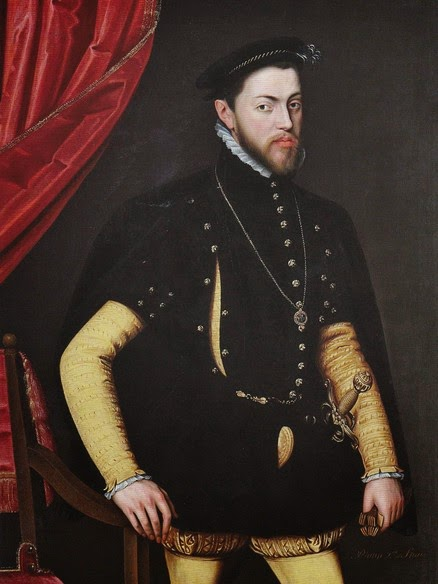
Portrait de Philippe II d'Espagne